# Кравец, Владимир Алексеевич
Влади́мир Алексе́евич Краве́ц (укр. Володимир Олексійович Кравець; 3 мая 1930—22 июля 2011) — советский украинский партийный и государственный деятель, дипломат. Чрезвычайный и полномочный посол.

## Биография
Член КПСС.
Окончил Факультет международных отношений Киевского государственного университета им. Т. Г. Шевченко (1953) и аспирантуру на кафедре истории КПСС Харьковского государственного университета (1956), защитив кандидатскую диссертацию.
- В 1953—1954 годах — инструктор Киевского горкома Компартии Украины.
- В 1956—1961 годах — ассистент, старший преподаватель кафедры марксизма-ленинизма Харковского авиационного института, затем Уманского сельскохозяйственного института.
- В 1961—1965 годах — консультант Отдела науки и культуры ЦК КПУ.
- В 1965—1967 годах — старший преподаватель истории КПСС Киевского инженерно-строительного института.
- В 1967—1971 годах — советник Постоянного представительства Украинской ССР при ООН.
- В 1971—1979 годах — заместитель министра иностранных дел УССР.
- В 1979—1984 годах — постоянный представитель УССР при ООН.
- С 29 декабря 1984 по 27 июля 1990 года — министр иностранных дел УССР.

Депутат Верховного Совета Украинской ССР (1985—1990), Народный депутат СССР (1989—1991). Был избран от Харьковского территориального избирательного округа № 523 Харьковской области. Был заместителем Председателя Комитета Верховного Совета СССР по международным делам.
Скончался 22 июля 2011 года. Похоронен рядом с женой на Байковом кладбище Киева.